# Chen Yun
En aquest nom xinès, el cognom és Chen.
Chen Yun (xinès: 陳雲)  (Qingpu, 13 de juny de 1905 - Pequín, 10 d'abril de 1995), fou un polític xinès amb un important paper en la política xinesa des dels anys 1950 fins a finals dels 1980. Amb Mao Zedong, Liu Shaoqi, Zhou Enlai i Zhu De,va formar part del primer secretariat de Partit Comunista Xinès i se'l inclou entre els components de l'anomenat grup dels Vuit Immortals, format per Deng Xiaoping, Li Xiannian, Peng Zhen, Yang Shangkun, Bo Yibo, Wang Zhen i Song Renqiong.

## Biografia
Chen Yun, nascut amb el nom de Liao Chenyun, va néixer el 13 de juny de 1905 a Qingpu, Jiangsu (actual Xangai), fill de Chen Meitang i Liao Shunmei, família de camperols pobres i va ser criat pel seu oncle Liao Wenguang que era sastre. Després de l'escola secundària, no va poder anar a l'escola a causa de la pobresa de la seva família, i va treballar com a mecanògraf a la Commercial Press de Xangai i més tard com a ajudant en una botiga.
Va morir a Pequín el 10 d'abril de 1995.

## Activitat política
Va començar de molt jove la seva acció política (1920) el 1924 va ingressar al Partit Comunista i el 1925 va participar en el "Moviment del 30 de maig". El 1930 i el 1931 fou elegit successivament com a membre suplent i membre del Comitè Central en les Tercera i Quarta Sessions Plenàries del Sisè Comitè Central del Partit Comunista de la Xina. El 1934 va ser elegit membre del Comitè Permanent del Buró Polític del Comitè Central a la cinquena sessió plenària del Sisè Comitè Central del Partit Comunista i va participar en la Llarga Marxa. El gener de 1935 va participar en la Reunió de Zunyi a Guizhou on es va donar suport a les propostes de Mao.
Va ser el principal arquitecte de la política econòmica, basada en la planificació centralitzada eficaç i capaç de desenvolupar al mateix temps l'agricultura i la indústria, i en el seu moment ell i Zhou Enlai van estar en contra del poder excessiu i de les mesures dissenyades durant el procés del Gran Salt Endavant.
Després de la victòria de la segona guerra sino-japonesa (1945) va ser destinat a Manxúria on va exercir, entre altres càrrecs., el de secretari de l'Oficina de Manxúria del Nord del Comitè Central del Partit Comunista i Director del Comitè de Control Militar de la Ciutat Especial de Shenyang.
Quan va començar la Revolució Cultural el 1966, Chen va ser apartat de tots els càrrecs, del Comitè Central, però es creu que va escapar de les humiliacions sofertes per molts altres líders.
El 1977, amb altres veterans del partit va ser impulsor del retorn als llocs de poder de Deng Xiaoping. El 1981 va presidir una comissió central de Control de Disciplina i durant aquests anys va seguir sent molt crític amb les reformes proposades entre altres per Hu Yaobang.